# Pachysmopoda
Pachysmopoda is een geslacht van rechtvleugeligen uit de familie sabelsprinkhanen (Tettigoniidae). De wetenschappelijke naam van dit geslacht is voor het eerst geldig gepubliceerd in 1886 door Karsch.

## Soorten
Het geslacht Pachysmopoda  is monotypisch en omvat slechts de volgende soort:
- Pachysmopoda abbreviata (Taschenberg, 1883)